# Detlef Bluhm

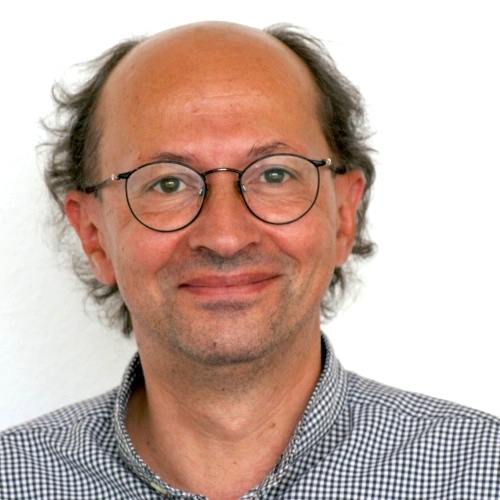
Detlef Bluhm (2011)

Detlef Bluhm (* 15. Januar 1954 in Berlin; † 8. April 2023) war ein deutscher Schriftsteller, Buchhändler und Verleger.

## Leben
Nach einem nicht abgeschlossenen Studium der Religionspädagogik und Theologie absolvierte er verschiedene berufliche Stationen in Berliner Buchhandlungen und Verlagen.
1989 gründete er gemeinsam mit seinem Geschäftspartner Rolf-Peter Baacke den Kleinverlag Silver & Goldstein, der Anfang 1992 seine Tätigkeit einstellen musste, da Detlef Bluhm zu diesem Zeitpunkt die Geschäftsführung im Börsenverein des Deutschen Buchhandels Landesverband Berlin-Brandenburg e. V. übernahm.
Von 1993 bis 1998 wirkte er als ehrenamtlicher Arbeitsrichter am Arbeitsgericht Berlin. Ab 1996 war er ferner als Geschäftsführer im Arbeitgeberverband der Verlage und Buchhandlungen e. V. tätig, 2003 übernahm er den Vorsitz im Trägerverein Literaturhaus Berlin e. V. und ab 2006 war er Vorsitzender des Beirats der Stiftung Zentral- und Landesbibliothek Berlin.
Bluhm starb am 8. April 2023 nach kurzer schwerer Krankheit im Alter von 69 Jahren.

## Alter Ego Kater Paul

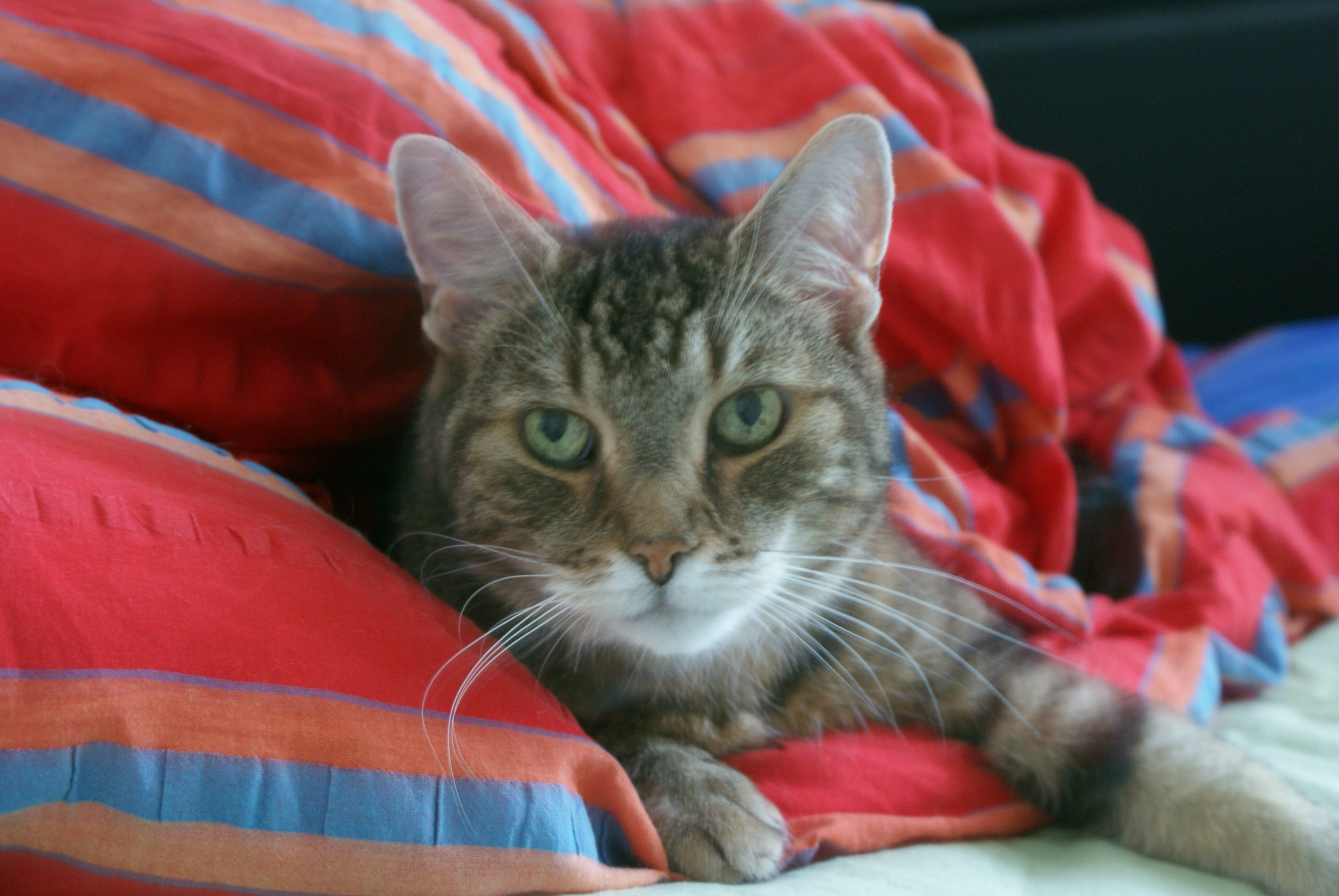
Kater Paul

Im Februar 2010 legte sich Detlef Bluhm das Alter Ego Kater Paul zu. Vorbild war sein echter Kater gleichen Namens, mit dem er ab 2001 zusammenlebte und der am 18. März 2011 starb. Als Kater Paul betrieb Bluhm ein Facebook-Profil und ein Blog, in dem er Beiträge zur Kulturgeschichte der Katze veröffentlichte.
Im November 2010 fand im Rahmen des vom Börsenverein des Deutschen Buchhandels veranstalteten Lesemarathons STADT LAND BUCH die 1. Berliner Katzenkrimi-Nacht statt, auf der der 1. Deutsche Katzenkrimi-Preis verliehen wurde. Beide Aktivitäten wurden von Detlef Bluhm initiiert und er fungierte unter dem Pseudonym Kater Paul als deren offizieller Schirmherr.
Im Verlag Artemis & Winkler erschien zur Leipziger Buchmesse im März 2011 der Titel Kater Paul – Das Facebook-Tagebuch, ein Buchprojekt, das vor dem Hintergrund der aktuellen Entwicklung des Buchmarkts einen antizyklischen Weg beschritt: Aus einer digitalen Kommunikation wurde ein analoges Produkt.

## Werke
Detlef Bluhms Werke wurden in sechs Sprachen übersetzt. Einen Schwerpunkt seiner schriftstellerischen Tätigkeit bildeten Buchpublikationen und Aufsätze zur Kulturgeschichte der Katze. Als Herausgeber und Reihenherausgeber war er an weiteren 14 Werken beteiligt.

### Bücher (Auswahl)
- Auf leichten Flügeln ins Land der Phantasie. Tabak und Kultur von Columbus bis Davidoff. Transit Buchverlag, Berlin 1997.
- Das Geheimnis des Hofnarren. (Roman) Gustav Kiepenheuer Verlag, Leipzig 1999.
- Der Zug nach Wien. (Roman) Gustav Kiepenheuer Verlag, Leipzig 2001.
- Katzenspuren. Vom Weg der Katze durch die Welt. Gustav Lübbe Verlag, Bergisch Gladbach 2004.
- Die Katze, die Anchovis liebte. Ehrenwirth Verlag, Bergisch Gladbach 2004.
- Das große Katzenlexikon. Schöffling & Co., Frankfurt am Main 2007, ISBN 978-3-89561-949-6.
- Die Katze, die nach den Sternen griff. Überraschende Mitteilungen für unverbesserliche Katzenfreunde. Ehrenwirth Verlag, Bergisch Gladbach 2008.
- Von Autoren, Büchern und Piraten. Kleine Geschichte der Buchkultur. Artemis & Winkler, Düsseldorf 2009.
- Kater Paul – Das Facebook-Tagebuch. Artemis & Winkler, Mannheim 2011.
- Was Sie schon immer über Katzen wissen wollten. Insel Verlag, Berlin 2013, ISBN 978-3-45835-945-6.
- Schiffskatzen, Insel Verlag GmbH (2014), ISBN 978-3-458360117.

### Anthologien
- Von Katzen und Frauen, Insel Taschenbuch, Berlin 2013, herausgegeben von Detlef Bluhm

### Hörspiele
- Das Geheimnis des Hofnarren. Bearbeitung: Andrea Czesienski, Regie: Ulrike Brinkmann, Sprecher: Wolfgang Böck, Hans-Werner Bussinger, Claudia Hübbecker, Christoph Quest, Michael Kind, Martin Engler, Klaus Herm, Gerd Grasse, 51 min., DeutschlandRadio Berlin 2001. Erstsendung am 23. Juli 2001.
- Die schwarze Tatze I – Mörderische Katzengeschichten, Argon Hörbuch, Berlin 2011, herausgegeben von Detlef Bluhm und Christiane Gass
- Die schwarze Tatze II – Unheimliche Katzengeschichten, Argon Hörbuch, Berlin 2012 (erscheint im Oktober), herausgegeben von Detlef Bluhm und Christiane Gass

### Hörbücher
- Die Sprache der Katzen. In: Samtpfötchen und scharfe Krallen. Headroom Sound Production, Köln 2006.

### Kalender
- Künstler und ihre Katzen. Artemis & Winkler, Düsseldorf 2010.
- Mit Katzen durch das Jahr. Ein immerwährender Kalender (mit Fotografien von Isolde Ohlbaum). Insel Taschenbuch, Berlin 2013, ISBN 978-3-458-35950-0.

### Beiträge
- Keine Kohlen fürs Büro – Die Gründungsgeschichte des Verbandes 1946–1947. In: Gemischte Partie 1946–1996. Verband der Verlage und Buchhandlungen Berlin-Brandenburg e. V., Berlin 1996.
- Die gelungene Synthese zwischen Kultur und Kommerz. Vorwort in: Chronik der Buchhandlung Kiepert 1897–1997. Buchhandlung Kiepert, Berlin 1997.
- In seiner Art ein Wunder von Schönheit – E. T. A. Hoffmann und sein Kater Murr. In: Das große Katzen Lesebuch. Schöffling & Co., Frankfurt am Main 2004.
- Im nächsten Leben will ich ein Kater sein – Charles Bukowski und neun Katzen. In: Das Jahrbuch der Charles-Bukowski-Gesellschaft 2008. Ariel-Verlag, Riedstadt 2008.
- Die Geschichte der Buchkultur. In: Wie entstehen Bücher? Kulturkind, Berlin 2010.
- Kater Tiger, Detective wider Willen, In: Sonnenkätzchen – Sommerliche Katzengeschichten, Piper Verlag, München 2012
- Kater Tiger, Detective wider Willen – Ein unglaublich wahres Drama in fünf Akten, erschienen als Einblattdruck Nr. 36, PalmArtPress, Berlin 2012
- Bruder Medardus, In: Weihnachtskatzen, Insel Taschenbuch, Berlin 2012 (erscheint im Oktober)

### Porträt
- Detlef Bluhm hat die Muse geschultert. In: Katzen und ihre Schriftsteller. Herausgegeben von Jürgen Christen, Autorenhaus Verlag, Berlin 2008.